# Lappula monocarpa
Lappula monocarpa är en strävbladig växtart som beskrevs av C. J. Wang. Lappula monocarpa ingår i släktet piggfrön, och familjen strävbladiga växter. Inga underarter finns listade i Catalogue of Life.